# Mino (chanteuse)
Pour les articles homonymes, voir Mino.
 (juillet 2014).
Si vous disposez d'ouvrages ou d'articles de référence ou si vous connaissez des sites web de qualité traitant du thème abordé ici, merci de compléter l'article en donnant les références utiles à sa vérifiabilité et en les liant à la section « Notes et références ».
Mino, nom de scène de Dominique Mucret, est une chanteuse, actrice et professeur de chant belge[réf. nécessaire] née le 9 septembre 1952 à Paris.

## Carrière
Issue d'une famille d'artistes (sa sœur, la photographe, réalisatrice et musicienne Véronique Mucret-Rouveyrollis, est la mère de l'actrice Joséphine Jobert), Mino effectue sa scolarité à l'École des enfants du spectacle. Elle fait ses débuts à 16 ans en intégrant la troupe de la comédie musicale Hair. Elle entame ensuite véritablement sa carrière de chanteuse au sein du Big Bazar de Michel Fugain auquel elle participe avec sa sœur, Véronique Mucret.
À la suite de la séparation de la troupe, elle commence une carrière solo ponctuée par plusieurs enregistrements sortis au cours des années 1980 sous son nom de scène, Mino.
Parallèlement à sa carrière de chanteuse, Dominique Mucret participe aux films Un jour, la fête en 1975 et Alicja en 1982.
Aujourd'hui, Dominique Mucret est professeur de chant à Montréal au Canada. Avec l'agent artistique Stéphane Bélugou, elle a donné naissance à une fille, Marylou, aujourd'hui actrice.

## Discographie
Période Big Bazar
- 1972 : Fais comme l'oiseau
- 1972 : Une belle histoire
- 1972 : Una bella historia
- 1973 : Chante…comme si tu devais mourir demain
- 1973 : Comme si tu devais mourir demain
- 1974 : La fête
- 1974 : Sabbat
- 1975 : Le vent se lève
- 1975 : On va
- 1975 : Les Acadiens
- 1976 : Le printemps
- 1976 : Le grain de sable
- 1976 : Vis ta vie

En solo,
- 1980 : Assez super, a figuré au hit-parade de la chanson francophone en Belgique[3].
- 1981 : Les mocassins, disque d'or en Belgique et au Canada[2].
- 1981 : J’ai jamais dit ça
- 1981 : Bébé ça va faire boum
- 1981 : Jeux de mots
- 1982 : Dupont de la lune
- 1982 : Le chef de la bande
- 1984 : Nez en l’air
- 1986 : La petite exploratrice

Compilation
- 1992 : Assez super![6] (compilation CD éditée chez AMC, n°50.017)